# Olympische Sommerspiele 1912/Turnen – Mannschaftsmehrkampf (Männer)
Der Mannschaftsmehrkampf im Turnen bei den Olympischen Spielen 1912 wurde am 11. Juli von 9:30 Uhr bis 12:30 Uhr und von 14:00 bis 16:00 Uhr im Olympiastadion Stockholm ausgetragen.
Jede Mannschaft musste aus mindestens 16 und maximal 40 Turnern bestehen. Diese mussten während des Wettkampfs gleichzeitig antreten und hatten dafür insgesamt eine Stunde Zeit. Bewertet wurde neben der Ausführung der Übungen an den Geräten auch das Verlassen und der Wechsel der Geräte sowie der Einmarsch zu Beginn. Am Ende wurden anhand eines Durchschnittswert der einzelnen Nationen die Abschlussplatzierungen ermittelt.

## Startreihenfolge
| Nr. | Nation          | Zeit              | Kleidung |
| --- | --------------- | ----------------- | --- |
| 1   | Luxemburg       | 9:30 – 10:30 Uhr  | Weißes Trikot mit Ärmeln bis zu den Ellenbogen, schwarze Hose mit weißem Muster                                            |
| 2   | Ungarn          | 10:30 – 11:30 Uhr | Weißes langärmliges Trikot mit ungarischem Wappen auf der Brust, weiße Hosen, gelber Gürtel und weiße Schuhe               |
| 3   | Deutsches Reich | 11:30 – 12:30 Uhr | Weißes langärmliges Trikot mit vertikalem Streifen auf der Brust und am Rücken, weiße Hose, schwarzer Gürtel, gelbe Schuhe |
| 4   | Großbritannien  | 14:00 – 15:00 Uhr | Weißes kurzärmliges Trikot mit Nationalflagge auf der Brust, weiße Hose, roter Gürtel, schwarze Schuhe                     |
| 5   | Italien         | 15:00 – 16:00 Uhr | Weißes Trikot mit Ärmeln bis zu den Ellenbogen, schwarze Hose mit Streifen, schwarze Schuhe                                |

## Punktrichter
| Punktrichter        | Nation          |
| ------------------- | --------------- |
| Abraham Clod-Hansen | Dänemark        |
| Cesare Tifi         | Italien         |
| A. E. Syson         | Großbritannien  |
| Wagner-Hohenlobbese | Deutsches Reich |
| Michael Bély        | Ungarn          |

## Ergebnisse

### Einzelergebnisse

#### Luxemburg
| Geräte        | Ausführung        | Clod-Hansen | Tifi  | Syson | Wagner | Bély  | Gesamt | Durchschnitt |
| ------------- | ----------------- | ----------- | ----- | ----- | ------ | ----- | ------ | ------------ |
| Frei          | Einmarsch         | 1           | 0,75  | 0,25  | 0      | 0,50  |        |              |
| Frei          | Ausführung        | 9           | 7     | 2     | 6      | 6     |        |              |
| Reck          | Wechsel zum Gerät | 1           | 0,50  | 0,25  | 0      | 1     |        |              |
| Reck          | Ausführung        | 9           | 6,50  | 3,25  | 0      | 1     |        |              |
| Reck          | Abgang vom Gerät  | 1           | 0,25  | 0,25  | 6      | 4     |        |              |
| Barren        | Wechsel zum Gerät | 0,75        | 0,50  | 0,25  | 1      | 1     |        |              |
| Barren        | Ausführung        | 8           | 7     | 4,75  | 6      | 3     |        |              |
| Barren        | Abgang vom Gerät  | 1           | 0,75  | 0,25  | 1      | 1     |        |              |
| Pauschenpferd | Wechsel zum Gerät | 0,75        | 0,75  | 0,25  | 1      | 1     |        |              |
| Pauschenpferd | Ausführung        | 9           | 5     | 4     | 8      | 4     |        |              |
| Pauschenpferd | Abgang vom Gerät  | 1           | 0,75  | 0,25  | 1      | 1     |        |              |
| Frei          | Ausmarsch         | 9           | 7     | 6,25  | 8      | 9     |        |              |
|               | Gesamt            | 50,50       | 36,75 | 22    | 38     | 32,50 | 179,75 | 35,95        |

#### Ungarn
| Geräte        | Ausführung        | Clod-Hansen | Tifi | Syson | Wagner | Bély  | Gesamt | Durchschnitt |
| ------------- | ----------------- | ----------- | ---- | ----- | ------ | ----- | ------ | ------------ |
| Frei          | Einmarsch         | 0,75        | 1,50 | 1     | 1      | 2     |        |              |
| Frei          | Ausführung        | 7,75        | 9    | 6,75  | 9      | 10    |        |              |
| Reck          | Wechsel zum Gerät | 0,25        | 0,75 | 0,50  | 1      | 1     |        |              |
| Reck          | Ausführung        | 3           | 8    | 6,50  | 8      | 8,50  |        |              |
| Reck          | Abgang vom Gerät  | 1           | 0,75 | 0,50  | 1      | 1     |        |              |
| Barren        | Wechsel zum Gerät | 0,75        | 0,75 | 0,50  | 1      | 1     |        |              |
| Barren        | Ausführung        | 5           | 7    | 7,25  | 9      | 8     |        |              |
| Barren        | Abgang vom Gerät  | 0,75        | 0,75 | 0,50  | 1      | 1     |        |              |
| Pauschenpferd | Wechsel zum Gerät | 1           | 0,75 | 0,50  | 1      | 1     |        |              |
| Pauschenpferd | Ausführung        | 9           | 6    | 6,75  | 9      | 10    |        |              |
| Pauschenpferd | Abgang vom Gerät  | 1           | 0,75 | 0,25  | 1      | 1     |        |              |
| Frei          | Ausmarsch         | 7           | 8    | 8,50  | 10     | 10    |        |              |
|               | Gesamt            | 37,25       | 44   | 39,50 | 52     | 54,50 | 227,25 | 45,45        |

#### Deutsches Reich
| Geräte        | Ausführung        | Clod-Hansen | Tifi  | Syson | Wagner | Bély  | Gesamt | Durchschnitt |
| ------------- | ----------------- | ----------- | ----- | ----- | ------ | ----- | ------ | ------------ |
| Frei          | Einmarsch         | 1           | 1,25  | 0,75  | 1      | 0,75  |        |              |
| Frei          | Ausführung        | 7           | 6     | 5     | 7      | 4     |        |              |
| Reck          | Wechsel zum Gerät | 0,25        | 0,50  | 0,50  | 1      | 0,75  |        |              |
| Reck          | Ausführung        | 7           | 5     | 5,50  | 9      | 3,50  |        |              |
| Reck          | Abgang vom Gerät  | 0,25        | 0,50  | 0,25  | 1      | 0,75  |        |              |
| Barren        | Wechsel zum Gerät | 0,25        | 0,50  | 0,50  | 1      | 0,75  |        |              |
| Barren        | Ausführung        | 7           | 4     | 6     | 8      | 3,25  |        |              |
| Barren        | Abgang vom Gerät  | 0,50        | 0,50  | 0,50  | 1      | 0,75  |        |              |
| Pauschenpferd | Wechsel zum Gerät | 0,25        | 0,50  | 0,25  | 1      | 0,50  |        |              |
| Pauschenpferd | Ausführung        | 5           | 4     | 5,25  | 8      | 3     |        |              |
| Pauschenpferd | Abgang vom Gerät  | 0,25        | 0,50  | 0,50  | 1      | 0,50  |        |              |
| Frei          | Ausmarsch         | 4           | 4     | 5,25  | 10     | 4,25  |        |              |
|               | Gesamt            | 32,75       | 27,25 | 30,25 | 49     | 22,75 | 162    | 32,40        |

#### Großbritannien
| Geräte        | Ausführung        | Clod-Hansen | Tifi  | Syson | Wagner | Bély  | Gesamt | Durchschnitt |
| ------------- | ----------------- | ----------- | ----- | ----- | ------ | ----- | ------ | ------------ |
| Frei          | Einmarsch         | 1           | 1,25  | 1     | 1      | 1,25  |        |              |
| Frei          | Ausführung        | 9           | 7     | 6,50  | 8      | 5     |        |              |
| Reck          | Wechsel zum Gerät | 1           | 0,50  | 0,25  | 1      | 0,75  |        |              |
| Reck          | Ausführung        | 9           | 5     | 5,25  | 8      | 5,50  |        |              |
| Reck          | Abgang vom Gerät  | 1           | 0,50  | 0,75  | 1      | 0,75  |        |              |
| Barren        | Wechsel zum Gerät | 1           | 0,50  | 0,25  | 1      | 0,75  |        |              |
| Barren        | Ausführung        | 8           | 5     | 6,50  | 7,50   | 5     |        |              |
| Barren        | Abgang vom Gerät  | 1           | 0,75  | 0,75  | 1      | 0,75  |        |              |
| Pauschenpferd | Wechsel zum Gerät | 1           | 0,75  | 0,50  | 1      | 0,75  |        |              |
| Pauschenpferd | Ausführung        | 8,50        | 5     | 7,50  | 7      | 3,50  |        |              |
| Pauschenpferd | Abgang vom Gerät  | 1           | 0,50  | 0,75  | 0,50   | 0,75  |        |              |
| Frei          | Ausmarsch         | 6           | 4     | 5     | 6      | 3,50  |        |              |
|               | Gesamt            | 47,50       | 30,75 | 35    | 43     | 28,25 | 184,50 | 36,90        |

#### Italien
| Geräte        | Ausführung        | Clod-Hansen | Tifi  | Syson | Wagner | Bély  | Gesamt | Durchschnitt |
| ------------- | ----------------- | ----------- | ----- | ----- | ------ | ----- | ------ | ------------ |
| Frei          | Einmarsch         | 1,75        | 2     | 1,50  | 1      | 2     |        |              |
| Frei          | Ausführung        | 9           | 9,50  | 8     | 8      | 9     |        |              |
| Reck          | Wechsel zum Gerät | 1           | 1     | 0,75  | 1      | 1     |        |              |
| Reck          | Ausführung        | 9,50        | 9,50  | 8,25  | 9,50   | 8,25  |        |              |
| Reck          | Abgang vom Gerät  | 1           | 1     | 1     | 0,50   | 1     |        |              |
| Barren        | Wechsel zum Gerät | 1           | 1     | 1     | 0,50   | 1     |        |              |
| Barren        | Ausführung        | 10          | 9,50  | 8,75  | 9,50   | 9,25  |        |              |
| Barren        | Abgang vom Gerät  | 1           | 0,75  | 1     | 0,50   | 1     |        |              |
| Pauschenpferd | Wechsel zum Gerät | 1           | 1     | 1     | 1      | 1     |        |              |
| Pauschenpferd | Ausführung        | 9,75        | 9,50  | 7,25  | 10     | 9     |        |              |
| Pauschenpferd | Abgang vom Gerät  | 1           | 1     | 1     | 1      | 1     |        |              |
| Frei          | Ausmarsch         | 10          | 10    | 8,50  | 10     | 10    |        |              |
|               | Gesamt            | 56          | 55,75 | 48    | 52,50  | 53,50 | 265,75 | 53,15        |

## Abschlussplatzierungen
| Rang | Nation | Punkte |
| ---- | --- | ------ |
| 1    | Italien Pietro Bianchi, Guido Boni, Alberto Braglia, Giuseppe Domenichelli, Alfredo Gollini, Francesco Loi, Luigi Maiocco, Giovanni Mangiante, Lorenzo Mangiante, Serafino Mazzarocchi, Carlo Fregosi, Guido Romano, Paolo Salvi, Luciano Savorini, Adolfo Tunesi, Giorgio Zampori, Umberto Zanolini, Angelo Zorzi                                                                    | 53,15  |
| 2    | Ungarn József Berkes, Imre Erdődy, Samu Fóti, Imre Gellért, Győző Halmos, Ottó Hellmich, István Herczeg, József Keresztessy, Lajos Aradi, János Krizmanich, Elemér Pászti, Árpád Pédery, Jenő Réti, Ferenc Szűts, Ödön Téry, Géza Tuli | 45,45  |
| 3    | Großbritannien Albert Betts, William Cowhig, Sidney Cross, Harry Dickason, Herbert Drury, Bernard Franklin, Leonard Hanson, Samuel Hodgetts, Charles Luck, William MacKune, Ronald McLean, Alfred Messenger, Henry Oberholzer, Edward Pepper, Edward Potts, Reginald Potts, George Ross, Charles Simmons, Arthur Southern, William Titt, Charles Vigurs, Samuel Walker, John Whitaker | 36,90  |
| 4    | Luxemburg Nicolas Adam, Charles Behm, André Bordang, Michel Hemmerling, François Hentges, Pierre Hentges, Jean-Baptiste Horn, Nicolas Kanivé, Nicolas Kummer, Marcel Langsam, Émile Lanners, Jean-Pierre Thommes, François Wagner, Antoine Wehrer, Ferdinand Wirtz, Joseph Zuang | 35,95  |
| 5    | Deutsches Reich Wilhelm Brülle, Erwin Buder, Walther Engelmann, Arno Glockauer, Walther Jesinghaus, Karl Jordan, Rudolf Körner, Heinrich Pahner, Kurt Reichenbach, Johannes Reuschle, Karl Richter, Hans Roth, Adolf Seebaß, Eberhard Sorge, Alexander Sperling, Alfred Staats, Hans Werner, Erich Worm                                                                               | 32,40  |